# Dindéfelo
Dindéfelo (ou Dindéfello) est une commune du Sénégal située dans le département de Kédougou et la région de Kédougou, à proximité de la frontière avec la Guinée.

## Géographie

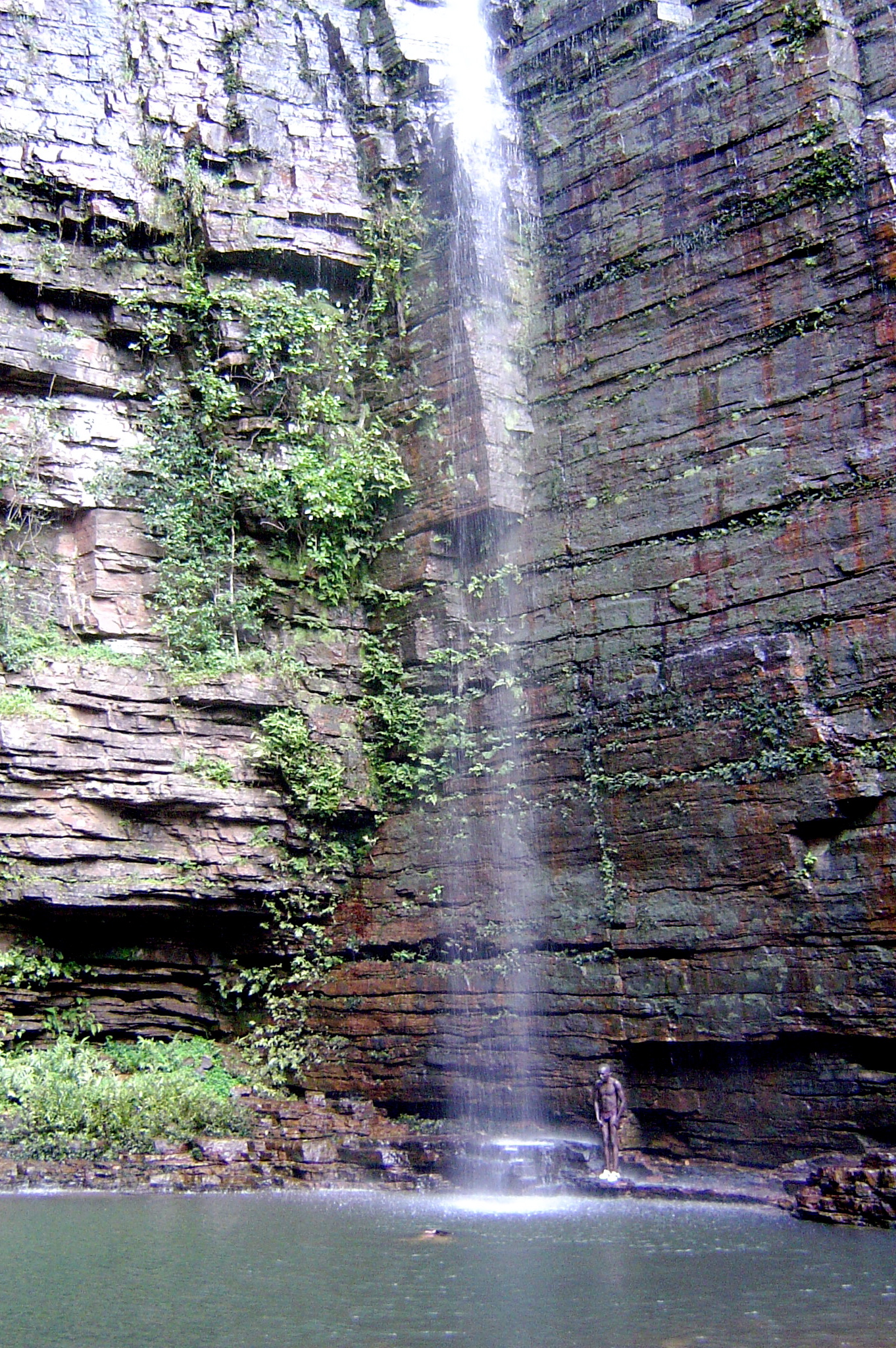
La chute d'eau

## Activités économiques
Le tourisme s'organise autour d'une chute d'eau spectaculaire (100 m au milieu d'une forêt luxuriante), qui attire de nombreux visiteurs. Ces chutes figurent sur la liste des Sites et Monuments classés.

### Domaine agricole communautaire
C’est entre les collines de Bandafassi et les chutes de Dindéfelo que le domaine agricole communautaire (DAC) d’Itato est sorti de terre, avec la première station piscicole du Sénégal. Le maraîchage complète la chaîne de production sur une superficie de plus de dix hectares. Itato se trouve dans la région de Kédougou. Ce domaine agricole communautaire dispose d’une délibération sur mille (1.000) hectares votée par le conseil communal de Bandafassi. Les activités ont démarré en 2014, et les populations savourent désormais les récoltes de poisson vendues sur le marché.

## Jumelages et partenariats

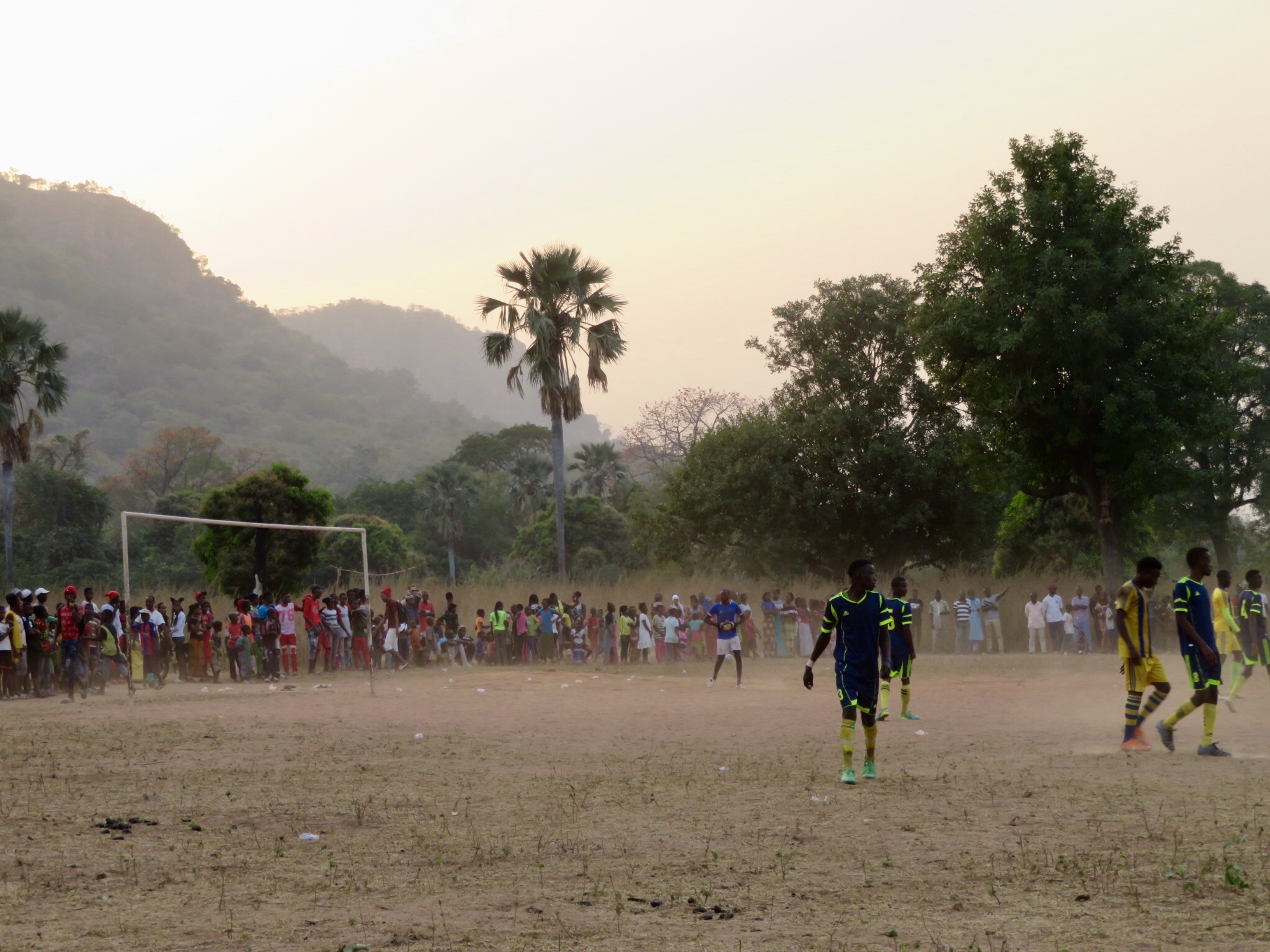
Championnat de football de la saint Sylvestre 2018.

La communauté de Dindéfelo bénéficie d'un partenariat avec un Organisme Humanitaire Canadien nommé Action de Développement Humanitaire du Québec ADHQ. Cet organisme procédera à l'implantation d'une coopérative agricole dans le village de Dindéfelo, ce qui aura comme impacts de rendre autonome les paysans qui dépendent actuellement des grands centres économiques afin d'avoir accès à des légumes et fruits frais en plus d'avoir accès à un centre de filtration d'eau.

### Filmographie
- Dindefello : les voix du Sud, court-métrage documentaire, 2003, 6'